# Anne Meara
Anne Meara Stiller (ur. 20 września 1929 w Nowym Jorku, zm. 23 maja 2015 tamże) – amerykańska aktorka filmowa i telewizyjna.
Żona Jerry’ego Stillera, matka Bena Stillera i Amy Stiller. W Polsce, znana z roli m.in. Mary Brady w serialu „Seks w wielkim mieście” oraz pierwszego filmu pełnometrażowgo o tym samym tytule.